# Eudistoma posidonarium
Eudistoma posidonarium är en sjöpungsart som först beskrevs av Daumézon 1908.  Eudistoma posidonarium ingår i släktet Eudistoma och familjen Polycitoridae. Inga underarter finns listade i Catalogue of Life.